# SummerSlam (2008)
SummerSlam 2008 a fost cea de-a douăzeci și una ediție a pay-per-view-ului organizat anual de World Wrestling Entertainment. Evenimentul a avut loc pe data de 17 august 2008.

## Rezultate
- Dark match: Big Show l-a învins pe Bam Neely (însoțit de Chavo Guerrero) (4:41)
- Montel Vontavious Porter l-a învins pe Jeff Hardy (10:21)
  - MVP l-a numărat pe Jeff după un "Drive-By Kick".
- Glamarella (Beth Phoenix și Santino Marella)]] i-au învins pe Kofi Kingston (Intercontinental Champion) și Mickie James (Women's Champion) câștigând campionatele (05:35)
  - Phoenix a numărato pe Mickie după un "Glam Slam".
- Matt Hardy l-a învins pe Mark Henry (c) prin descalificare pentru campionatul ECW Championship (00:31)
  - Henry a fost descalificat după ce Tony Atlas a intervenit.
  - După meci, Jeff Hardy a intervenit aplicândui un "Swanton Bomb" lui Atlas.
- CM Punk l-a învins pe John "Bradshaw" Layfield păstrându-și campionatul WWE World Heavyweight Championship (11:09)
  - Punk l-a numărat pe JBL după un "Go To Sleep".
- Triple H (c) l-a învins pe Marele Khali (însoțit de Ranjin Singh) păstrându-și campionatul WWE Championship (09:18)
  - Triple H l-a numărat pe Khali după un "Pedigree".
- Batista l-a învins pe John Cena (13:44)
  - Batista l-a numărat pe Cena după un "Batista Bomb".
  - În timpul meciului, Cena a suferit o fractură la gât.
- The Undertaker l-a învins pe Edge într-un Hell in a Cell match (26:43)
  - Taker l-a numărat pe Edge după un "Tombstone Piledriver".
  - După meci, Taker i-a aplicat un "Chokeslam" lui Edge de pe o scară trecând prin ring, apoi locul unde a fost aruncat a început să ardă (kayfabe).